# カシオペヤ座ゼータ星
カシオペヤ座ζ星は、カシオペヤ座にある4等星の恒星である。

## 特徴
天の川銀河の星間物質の影響を受けて0.13等ほど暗く見えているとされる。スペクトル分類ではB2IVとされているが、準巨星ではなく水素の核融合で輝く主系列星であり、恒星進化論に拠れば、2,500万年ほどの主系列星の期間のおよそ4分の3を過ぎた辺りと見られる。ネオンと酸素からなる白色矮星となるか、超新星爆発を起こすかの境目辺りの質量を持つ。

## 名称
学名はζ Cassiopeiae（略称はζ Cas）。固有名の附路 (Fulu) は、古代中国の天文学において二十八宿の1つの奎宿という星宿に含まれる星官である。「附路」は、宮殿と宮殿をつなぐ渡り廊下（閣道）の南側に作られた脇道のことである。2017年6月30日、国際天文学連合の恒星の固有名に関するワーキンググループは、Fulu をカシオペヤ座ζ星の固有名として正式に承認した。